# Krone Gruppe
De Krone Gruppe „Bernard KRONE Holding GmbH & Co. KG“ bestaat uit drie onderdelen:
- Fahrzeugwerk Bernard KRONE GmbH.
- Maschinenfabrik Bernard KRONE GmbH
- LVD Bernard KRONE GmbH (Landtechnik, Vertrieb und Dienstleistungen)

## Geschiedenis
Hieronder staat een beknopte opsomming van de geschiedenis van het bedrijf:
- In 1897 begint Bernhard Krone een eigen bedrijf in Ochtrup.
- In 1906 begint Bernhard Krone samen met zijn vrouw Anna een smederij in Spelle. De smeederij heet Krone en licht ten grondslag van het huidige bedrijf.
- In 1930 wordt begonnen met het zelf fabriceren van landbouwwerktuigen.
- In 1935 wordt het dealerschap van Lanz in de omgeving verkregen.
- In 1948 wordt de eerste hal neergezet voor het maken van foragemachines
- In 1963 wordt er een tweede fabriek in Werlte neergezet.
- In 1971 wordt begonnen met de productie van opleggers
- In 1973 rijdt de eerste koelwagen de fabriek uit.
- In 1992 rolt de eerste oplegger de fabriek uit die geschikt is voor zeecontainers.
- In 1994 stopt Krone onder andere met het maken van ploegen en wordt er gespecialiseerd in groenvoederwinning.
- In 1996 komt Krone met de Big M op de markt, een grote zelfrijdende maaier.
- In 2000 komt Krone met een hakselaar op de markt, de Big X.
- In 2005 heeft Krone al 10% van de hakselaarmarkt in handen, voor 2010 willen ze dit graag verdubbeld hebben. De 10% marktaandeel komt voornamelijk van de marktleider Claas af, maar ook van New Holland.

## Fahrzeugwerk Bernard KRONE GmbH
Dit onderdeel staat in Werlte en is in 1963 opgericht. Het maakt op deze locatie vrachtwagentrailers. Op een tweede locatie in Denemarken worden koelwagens gemaakt. In het boekjaar 2006/2007 zijn er 30.585 opleggers gemaakt

## Maschinenfabrik Bernard KRONE GmbH

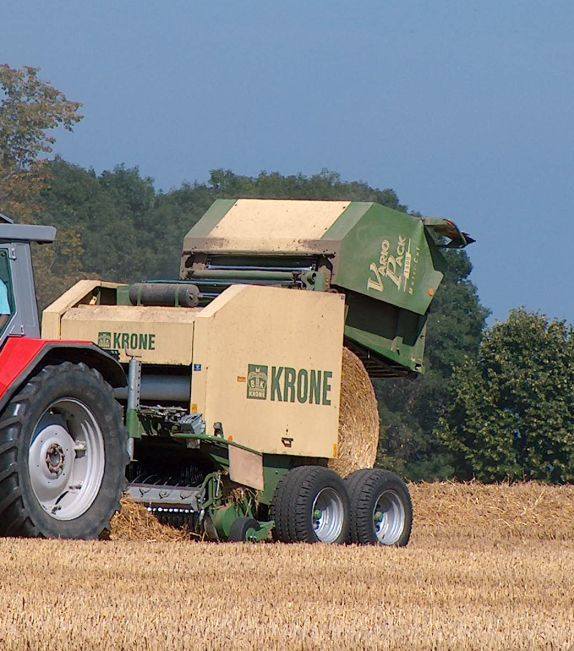
Balenpers van Krone

Deze fabriek staat in Spelle en maakt landbouwmachines. Sinds 1994 worden er alleen nog producten ontworpen voor de groenvoederwinning (gras enz.). Krone laat de kwaliteit bewaken door een extern bedrijf (TÜV). Zij testen steekproefgewijs de gemaakte producten (in elkaar zetten en kortstondig in alle mogelijke standen in werking). Zij hebben het recht productielijnen stil te leggen indien de kwaliteit benedenmaats is.
De machines die ze maken zijn:
- Maaiers, zowel frontmaaier, schijvenmaaiers als zelfrijders (big M)
- schudders
- Harken
- Hakselaars (Big X)
- Opraapwagens
- Balenpers (rond en vierkant)

Producten die in het verleden werden gemaakt
- dumpers/kiepwagens
- kunstmeststrooier
- mest-/kompost strooier
- pennenfrees
- ploegen
- rotorkopeg

Tegenover de fabriek te Spelle staat een hotel en bij het station van Spelle, het Krone-Museum, gewijd aan de producten en de geschiedenis van de onderneming. Dit is iedere donderdagmiddag geopend.

## LVD Bernard KRONE GmbH
Dit is een handelsonderneming / groothandel en de hoofdvesteging is ook gevestigd in Spelle. Het gebied is opgedeeld in drie gebieden 'west' 'ost' en 'nord'. In onderstaande tabel staan alle vestigingen onderverdeeld per regio:
| West                                                                                | Ost                           | Nord          |
| ----------------------------------------------------------------------------------- | ----------------------------- | ------------- |
| Meppen Lengerich Groß Hesepe Osterwald Spahnharrenstätte Mimmelage Dersum Isterberg | Zorbau Teutschenthal Schmölln | Mölln Lübesse |